# Herbert Grzybowski
Herbert Grzybowski (ur. 1901, zm. ?) – zbrodniarz hitlerowski, członek załogi obozu koncentracyjnego Mauthausen-Gusen i SS-Rottenführer.
Członek Waffen-SS od 30 stycznia 1945. Pełnił służbę jako strażnik w obozie Gusen od 1 sierpnia 1944 do 15 kwietnia 1945.
Grzybowski został skazany w procesie załogi Mauthausen-Gusen (US vs. Johann Altfuldisch i inni) przez amerykański Trybunał Wojskowy w Dachau na karę śmierci. Wyrok zamieniono jednak następnie na dożywocie.